# Faros (cigarrillos)

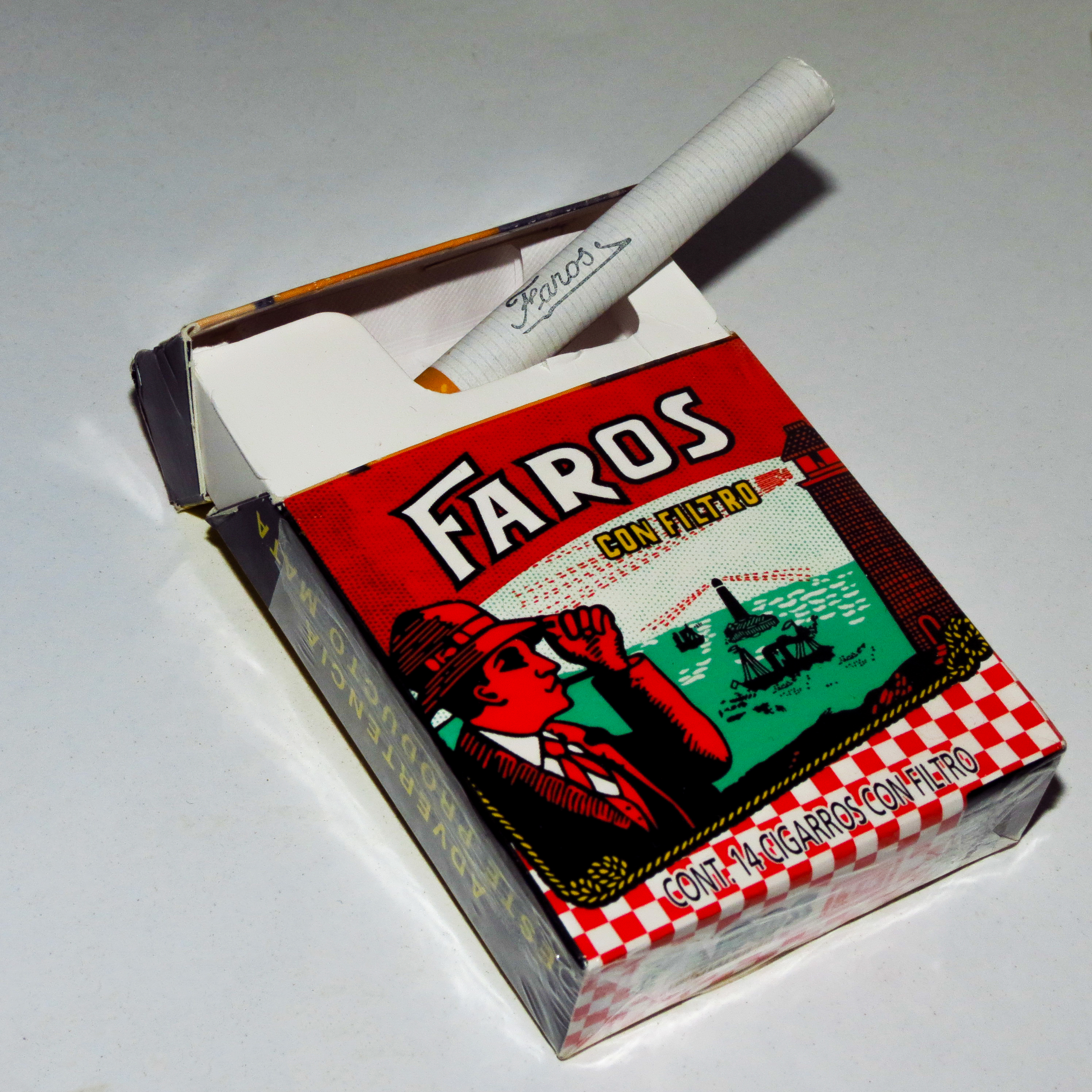
Cajetilla de cigarros Faros con filtro

Faros es una marca de cigarrillos originaria de la ciudad de Irapuato, Guanajuato, patentada en 1918 por Emeterio Padilla Silva y se ha destacado por su presentación distintiva, su bajo costo y el uso de papel arroz en la envoltura del cigarro.

## Historia
La historia del tabaco se remonta a la zona andina entre Perú, Ecuador y Colombia, donde su cultivo y consumo se estima que tuvieron lugar entre 5000 y 3000 a. C. Sin embargo, su producción en masa en México ocurrió hasta principios del siglo XX, cuando marcas de cigarrillos estadounidenses, como British American Tobbaco, ingresaron al país, popularizando esta forma de consumo. Entre estas marcas, Lucky Strike se posicionó como una de las más destacadas en el mercado.
La riqueza de las tierras mexicanas permitió el desarrollo de la industria tabacalera nacional. A través de estudios agrícolas, se logró la producción de tabaco con el objetivo de igualar la calidad de las marcas estadounidenses. Esto atrajo la atención de empresas transnacionales, que se establecieron en el país para participar en el proceso de producción.
En este contexto, Emeterio Padilla Silva fundó la Tabacalera Nacional, la cual producía varias marcas de cigarrillos, incluyendo Faros, así como Argentinos, Carmencitas, Casinos y Monarcas. Posteriormente, la marca Faros fue adquirida por Tabacalera Mexicana, después conocida como Cigatam.
Faros es una de las marcas mexicanas de tabaco más antiguas, junto con la marca Delicados. Actualmente, la producción y comercialización de Faros está a cargo de Philip Morris México, una filial de Philip Morris International, una empresa transnacional.

## Diseño
El creador del famoso diseño de la cajetilla de cigarros Faros fue Pedro Cruz Castillo, paisajista y muralista mexicano.

## Características y variedades

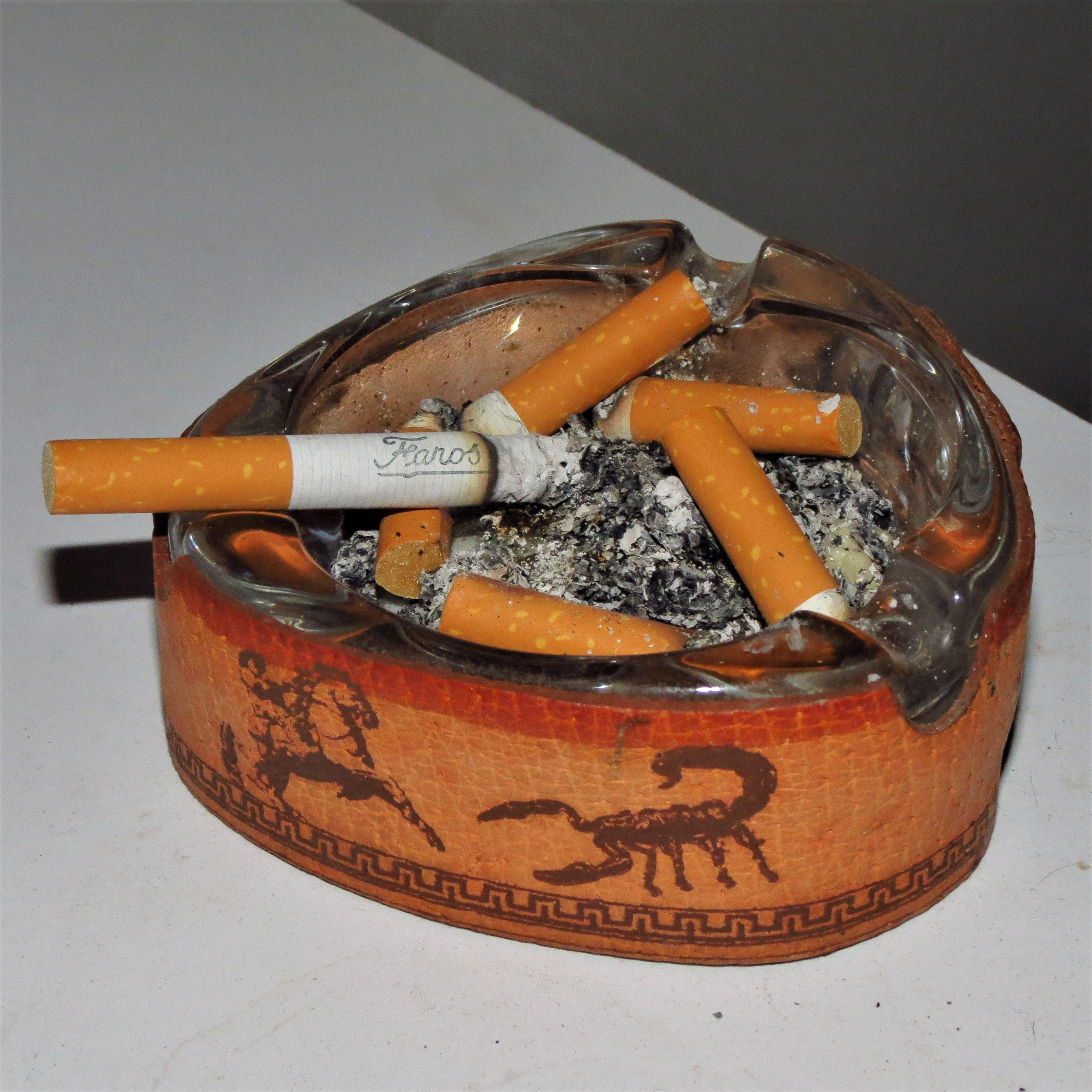
Cigarrillo Faros encendido, posado sobre un cenicero con dibujos de un jinete y un alacrán

Los cigarrillos Faros eran originalmente populares entre las clases bajas de México debido a su bajo costo. Inicialmente, se envolvían en papel de arroz y carecían de filtros. En la actualidad, se utiliza papel de liar y se han agregado filtros.
La marca ofrece otros productos con diferentes sabores y mezclas, como: Faros Full Flavor, Suspiro Esmeralda, Furia Tropical y Morena de Fuego. 

## Cultura
Faros tiene una conexión con leyendas y dichos de la cultura mexicana. Uno de los más conocidos es la frase "ya chupó Faros", originada durante la Revolución Mexicana. A los condenados a muerte se les concedía un último deseo, y muchos solicitaban fumar un último cigarrillo antes de morir. Debido a que estaban vendados y maniatados, se les daba un cigarrillo Faros para que lo "chuparan" hasta el final. Esta frase se utiliza para indicar que alguien ha fallecido o tiene pocas probabilidades de recuperarse de una enfermedad o situaciones difíciles.
Otra expresión popular es "Ay, Farito, ni que fueras Lucky Strike", que hace referencia al bajo costo y supuesta baja calidad de los cigarrillos Faros en comparación con la marca Lucky Strike. En el lenguaje cotidiano, esta frase se utiliza de manera despectiva para indicar que alguien no tiene el mismo valor o calidad que piensa tener.

## Dato curioso

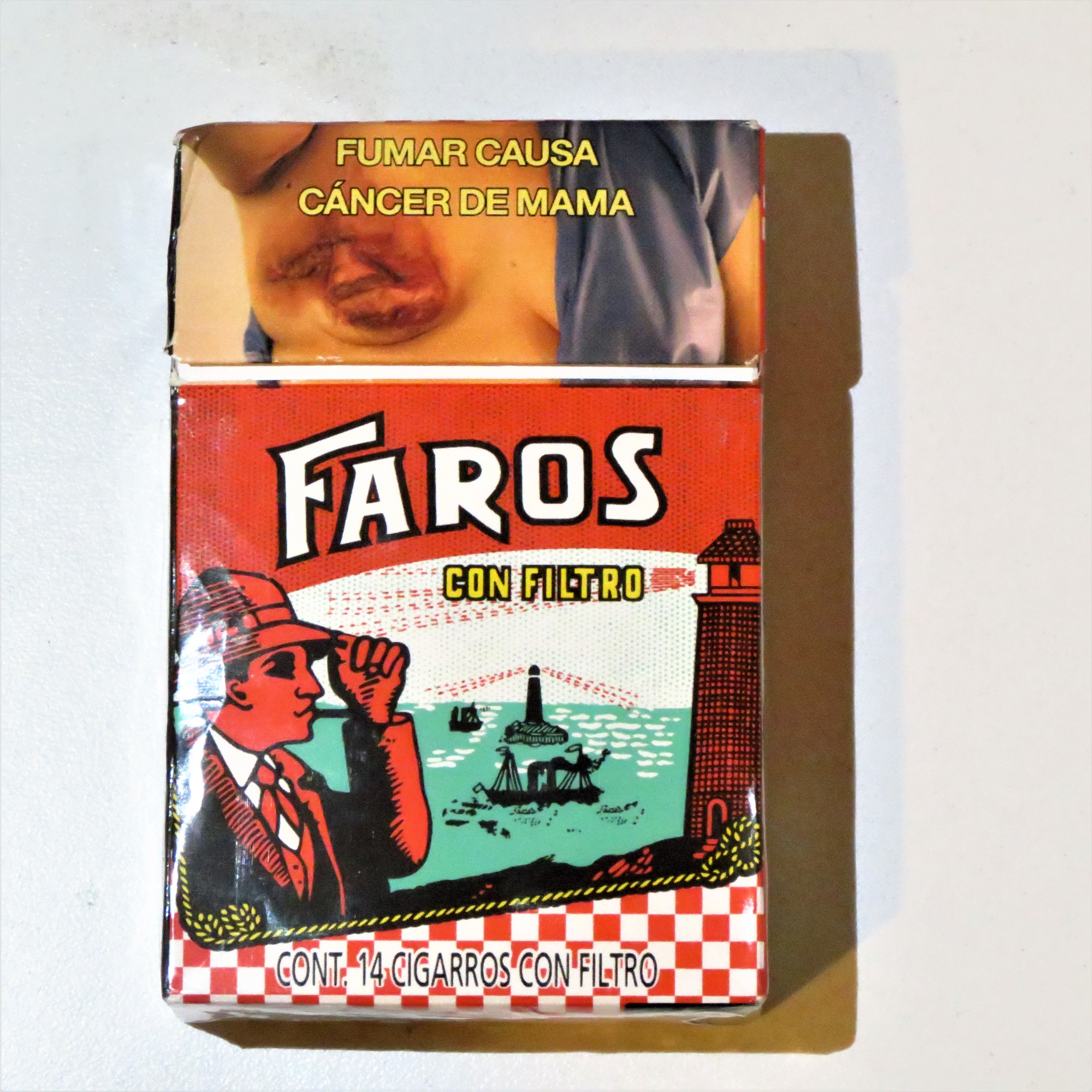
En la imagen se puede observar el error de las banderas y el humo

Durante la década de los 50, se descubrió un error de diseño en la cajetilla: se podía observar un barco con banderas ondeando hacia la izquierda, mientras que el humo emitido por el barco avanzaba hacia la derecha. Sin embargo, esta modificación no fue bien recibida por los consumidores, ya que consideraban que la cajetilla era falsa. Como resultado, la empresa experimentó una disminución en las ventas debido a esta mala aceptación. Ante el fracaso, la empresa decidió volver a la presentación anterior de la cajetilla.